# Ole Danbolt Mjøs

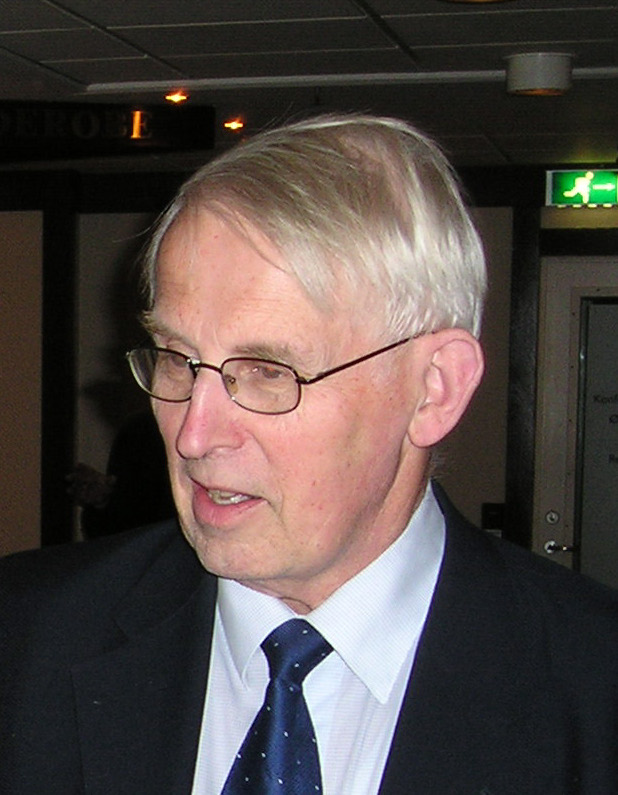
Ole Danbolt Mjøs.

Ole Danbolt Mjøs (8 de marzo de 1939 - 1 de octubre de 2013) fue un médico y político noruego para el Partido Demócrata Cristiano. Fue profesor y rector de la Universidad de Tromsø, conocido mundialmente como el líder del Comité Nobel de Noruega desde 2003 hasta 2008.

## Carrera
Nacido en Bergen, tomó el grado dr.med. en 1972. En 1975 fue nombrado profesor de fisiología en la Universidad de Tromsø. De 1989 a 1995 se desempeñó como rector allí.
Mjøs fue también muy conocidos fuera de su ámbito académico. Presidió Kringkastingsrådet entre 1990-1994, y ha ocupado diversos cargos políticos. Entre 1998 y 2000 presidió el llamado Comité Mjøs, que entregó los reportes noruegos oficiales 2000:14, abriendo así camino para la llamada Reforma de Calidad.
De 2003 a 2008 presidió el Comité Noruego del Nobel, en la concesión del Premio Nobel de la Paz. Laureates durante su tiempo como presidente fueron Shirin Ebadi (2003), Wangari Maathai (2004), el Organismo Internacional de Energía Atómica y Mohamed el-Baradei (2005), Muhammad Yunus y el Banco Grameen (2006), Al Gore y el Panel Intergubernamental sobre el Cambio Climático (2007), y Martti Ahtisaari (2008). 2009, le sucedió como líder Thorbjørn Jagland.
Mjøs fue nombrado comendador de la Orden de San Olaf y también recibió la Orden del León de Finlandia.
Mjøs murieró el 1 de octubre de 2013, a los 74 años de edad, tras una larga enfermedad.